# Магдалена фон Щолберг
Магдалена фон Щолберг (на немски: Magdalena zu Stolberg; * 6 ноември 1511 в Щолберг; † 19 ноември 1546 в дворец Бланкенбург, Харц) е графиня от Щолберг и чрез женитба графиня на Регенщайн и Бланкенбург в Харц.
Тя е дъщеря, деветото дете на граф Бото фон Щолберг (1467 – 1538) и съпругата му графиня Анна фон Епщайн-Кьонигщайн (1481 – 1538), дъщеря на граф Филип I фон Епщайн-Кьонигщайн († 1480/1481) и графиня Луиза де Ла Марк († 1524). Сестра е на Юлиана фон Щолберг.
Магдалена фон Щолберг се омъжва на 16 декември 1529 г. в Щиге, Харц за граф Улрих X фон Регенщайн-Бланкенбург (1489 – 1551), син на граф Улрих IX фон Регенщайн-Бланкенбург († 1524) и графиня Анна фон Хонщайн († 1539). Тя е втората му съпруга.
На 19 ноември 1546 г. през нощта дворецът им в Бланкенбург е подпален. Нейният съпруг се спасява с големи изгаряния, но бременната графиня Магдалена фон Щолберг умира в пламъците.

## Деца
Магдалена фон Щолберг и граф Улрих X фон Регенщайн-Бланкенбург имат шест деца:
- Бодо II (1531 – 1594), граф на Регенщайн-Бланкенбург, женен I. на 7 март 1568 г. в Елрих за Катарина фон Шварцбург (1530 – 1568), II. на 17 октомври 1569 г. в Глаухау за Анна фон Шьонбург-Глаухау (1552 – 1569)
- Каспар Улрих XI (1534 – 1575), женен на 5 октомври 1585 г. в Бланкенбург за Катарина Агата фон Путбус († 1607)
- Анна († 25 ноември 1533)
- Мария (1535 – 1618), омъжена между 1 януари и 1 август 1559 г. за граф Мартин фон Хонщайн-Фирраден (1524 – 1609)
- Магдалена (* 1538; † 2 юли 1607), омъжена на 29 февруари 1568 г. за граф Фолкмар Волфганг фон Хонщайн (1512 – 1580)
- Елизабет (* 1542 или 1543; † 20 юли 1584), абатиса в Кведлинбург (1574 – 1584)